# (38608) 2000 AW11
2000 AW11 (asteroide 38608) é um asteroide da cintura principal. Possui uma excentricidade de 0.01435700 e uma inclinação de 2.72464º.
Este asteroide foi descoberto no dia 3 de janeiro de 2000 por LINEAR em Socorro.